# گائل اوندوا
گائل اوندوا (انگلیسی: Gaël Ondoua؛ زادهٔ ۴ نوامبر ۱۹۹۵) بازیکن فوتبال اهل کامرون است.
از باشگاه‌هایی که در آن بازی کرده‌است می‌توان به باشگاه فوتبال زسکا مسکو و باشگاه فوتبال آنژی مخاچ‌قلعه اشاره کرد.
وی همچنین در تیم ملی فوتبال کامرون بازی کرده‌است.